# Рут Блейєр
Рут Гаррієт Блеєр (17 листопада 1923 – 4 січня 1988) – американська нейрофізіологиня, одна з перших науковиць-феміністок, які вивчали вплив сексизму на формування біології. Протягом своєї кар’єри вона поєднувала академічні дослідження та активізм щодо соціальної справедливості для жінок і нижчого класу.

## Молодість і освіта
Народилася 17 листопада 1923 року у родині російських іммігрантів в Нью-Кенсінгтоні, штат Пенсільванія, де пройшло її дитинство та юність. Спочатку навчалася в Коледжі Гоучера (Таусон, Меріленд), де в 1945 здобула ступінь бакалавра, а потім отримала ступінь доктора медицини в Жіночому медичному коледжі Пенсільванії в 1949 році. Вийшла заміж за Леона Айзенберга, американського дитячого психіатра. Разом вони виростили 2 дітей і керували медичною клінікою для бідного населення Балтимора.

## Кар'єра

### Медицина та постдокторантура

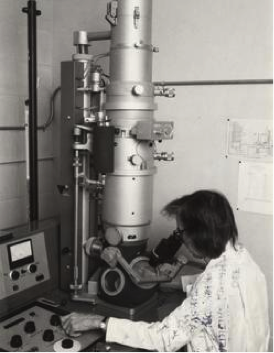
Рут Блеєр під час роботи за електронним мікроскопом, 1980-ті

Після навчання в медичній школі Рут Блейєр стажувалася в лікарні Синай у Балтіморі, штат Меріленд, а потім практикувала як лікарка в Центрі Балтімора протягом 10 років. Через відсутність співпраці з Комітетом Палати представників проти Америки (HUAAC) вона потрапила до їх чорного списку та більше не могла працювати лікаркою . Це змусило її стати викладачкою психіатрії та фізіології в лабораторії нейроанатомії Адольфа Мейєра. Також у 1957 році вона вступила до Медичної школи Університету Джона Гопкінса, де вивчала нейроанатомію у професора Єжи Роуза та закінчила постдокторантуру в 1961 році. У 1967 році вона приєдналася до кафедри нейрофізіології Університету Вісконсіна-Медісон, одночасно з цим працюючи у Центрі розумової відсталості Вайсмана та Вісконсінському регіональному центрі приматів. Завдяки своїй роботі у галузі нейроанатомії Рут Блейєр стала відомою експерткою у вивченні гіпоталамуса тварин.
У 1970-х роках Рут Блейєр помітила, що біологічні науки зазнали впливу сексизму та інших культурних упереджень, і тому почала дослідження по застосуванню феміністського аналізу та поглядів на практику та теорію науки. У 1975 році вона допомогла заснувати Програму жіночих досліджень в Університеті Вісконсіна, де працювала на посаді Голови з 1982 по 1986 рік. Також вона зосередилася на покращенні доступу жінок до вищої освіти та виступала проти ідеї соціобіології як пояснення традиційних гендерних ролей. У своїй роботі вона показала, що гендер, сексуальність і наука постійно змінюються у відповідь на соціальні цінності та ідеї, а не залишаються статичними та вільними від суджень. Її робота під назвою: «Наука та гендер: критика біології та її теорій щодо жінок та феміністських підходів до науки», об’єднала феміністські теорії та природничі науки.

### Громадська діяльність та активізм
На початку 1950-х років вона виступила за громадянські права в Мерілендському комітеті за мир , а також за припинення Корейської війни, що у результаті призвело до вручення їй повістки до суду від HUAAC, якою тоді керував сенатор Джозеф Маккарті. На слуханні Р. Блейєр повідомила, що в Комітеті за мир немає членів і не підтвердила, що вона є головою комітету. 
Маючи активну громадську позицію, вона стала однією із засновниць Асоціації викладачок (AFW) Університету Вісконсін-Медісон. Асоціація закликала адміністрацію переглянути статус і зарплати інструкторок у всьому кампусі та виправити нерівність. Вони досягли успіху в тому, щоб зрівняти оплату праці жінок з чоловічою в університеті, а також в інтеграції гімназій, що дозволило жінкам з факультету приймати груповий душ у чоловічій роздягальні. Рут Блейєр була головою Асоціації, коли був підписаний Розділ IX (визначний федеральний закон про громадянські права у США, який забороняє дискримінацію за статтю у освітньому закладі, який фінансує держава) у законі про вищу освіту, що відіграло ключову роль у досягненні більш справедливих умов для жіночої легкої атлетики у Вісконсині.

## Публікації
Статті Рут Блейєр присвячені детальному опису анатомії гіпоталамуса кота, морської свинки та макак-резусів. Її книги про біологію та фемінізм « Наука та ґендер: критика біології та її теорій щодо жінок» (1984) та «Феміністичні підходи до науки» (1986) є визначними публікаціями у дослідженні біологічних відмінностей статей та походженню гендерних відмінностей.

## Особисте життя
Рут Блейєр після розлучення з чоловіком почала працювати над забезпеченням прав лесбійок у жіночому русі. А саме, створила лесбійський ресторан під назвою «Лісістрата» , організувала лесбійські соціальні заходи, феміністичний книжковий магазин. Також вона виступала за права на аборти разом зі своєю партнеркою Елізабет Карлін, лікаркою, захисницею репродуктивних прав жінок у США .

## Смерть і спадок
Рут Блейєр померла удома у Вісконсині 4 січня 1988 року від раку у віці 64 років.   Університет Вісконсина щорічно присуджує стипендії Рут Блейєр для заохочення молодих жінок до кар’єри у природничих науках, медицині чи інженерії, а факультет історії медицини Університету Вісконсіна має кафедру історії медицини на її честь. 